# اسحاق صلاحی
اسحاق صلاحی کجور (زادهٔ ۱۳۴۱) معاون وزارت رفاه و تأمین اجتماعی و رئیس سازمان اسناد و کتابخانه ملی ایران بود.
وی دارای درجه نظامی سرتیپ دوم در سپاه پاسداران می‌باشد.